# Tomasz Świst
Tomasz Świst (ur. 23 grudnia 1974 w Nowym Targu) – polski panczenista, olimpijczyk z Nagano 1998 i Salt Lake City 2002.
Jeden z najlepszych polskich sprinterów w historii.
Uczestnik mistrzostw świata w wieloboju sprinterskim w  roku:1995 – 22. miejsce, 1996 – 17. miejsce, 1997 – 25. miejsce, 1999 – 11. miejsce, 2000 – 15. miejsce, 2001 – 21. miejsce.
Wielokrotny medalista mistrzostw Polski w wieloboju sprinterskim:
- złoty w latach 1996-1997
- srebrny w latach 1997, 1999, 2000
- brązowy w roku 1995

Wielokrotny rekordzista Polski na 500 metrów i 1000 metrów.
Na igrzyskach olimpijskich startował na dystansach sprinterskich zajmując:
- 1998
  - na dystansie 500 m - 26. miejsce
  - na dystansie 1000 m - 41. miejsce
- 2002
  - na dystansie 500 m  - 22. miejsce
  - na dystansie 1000 m - 21. miejsce